# John Kuipers
Hendrikus August (John) Kuipers (Surabaya (Nederlands-Indië), 7 augustus 1937 – Amsterdam, 26 augustus 2013) was een Nederlands acteur, danser en choreograaf, die vooral bekendheid verwierf door zijn rol in de televisieserie Ja zuster, nee zuster uit de jaren zestig. Begin jaren zeventig deed hij mee aan De Jasperina Show van de cabaretière Jasperina de Jong. Verder maakte hij lange tijd deel uit van het vaste zang- en dansteam van de tv-show Kwistig met muziek. Voor de eerste versie van de theatershow Jeans maakte Kuipers de choreografie.
Kuipers was de partner van acteur/presentator Marnix Kappers.

## Filmografie
- Het mes (1961) - rol onbekend
- Ja zuster, nee zuster (1966-1968) - Bertus
- Een huis in een schoen (1971) - Zwarte Piet
- Een zwart jaar voor Zwarte Piet (1972) - Adjudant van Senior Piet
- Medisch Centrum West, 3 afleveringen (1990) - meneer Klein / Pietje Klein
- Bruin goud (1994) - rol onbekend